# Cabirops tuberculatus
Cabirops tuberculatus är en kräftdjursart som beskrevs av Sueo M. Shiino 1942. Cabirops tuberculatus ingår i släktet Cabirops och familjen Cabiropidae.
Artens utbredningsområde är havet kring Palau. Inga underarter finns listade i Catalogue of Life.